# Jason McAteer
Jason Wynne McAteer (født 18. juni 1971 i Birkenhead, England) er en engelskfødt irsk tidligere fodboldspiller (midtbane).
McAteer spillede hele sin karriere i engelsk fodbold, og repræsenterede blandt andet Bolton, Liverpool samt Tranmere Rovers. Han nåede aldrig at vinde nogen titler i sin karriere, selvom han nåede frem til både Liga Cup-finalen med Bolton og FA Cup-finalen med Liverpool.
For det irske landshold spillede McAteer over en periode på 10 år 52 kampe, hvori han scorede tre mål. Han var en del af den irske trup til både VM 1994 i USA og til VM 2002 i Sydkorea/Japan.
McAteer havde gennem sin karriere et ry for en useriøs tilgang til fodbolden, hvor han var mere fokuseret på at feste end på sin karriere. I hans egen optik var dette ry ikke retvisende, men endte ifølge ham selv med at koste ham hans karriere hos Liverpool.